# Institut des Nations unies pour la recherche sur le désarmement
L'Institut des Nations unies pour la recherche sur le désarmement (UNIDIR pour United Nations Institute for Disarmament Research) a commencé ses activités le 1er octobre 1980. C'est la France qui proposa sa création lors de la première session extraordinaire de l’Assemblée générale consacrée au désarmement en 1978. Son Statut est approuvé par l’Assemblée générale des Nations unies le 17 décembre 1984 et entré en vigueur le 1er janvier 1985.
L'Institut est basé à Genève, au Palais des Nations qui est le siège européen des Nations unies.

## Objectifs
Selon l'Art. 2 de son Statut, les travaux de l’Institut ont pour objet de :
1. Fournir à la communauté internationale des données plus diversifiées et plus complètes sur les problèmes relatifs à la sécurité internationale, à la course aux armements et au désarmement dans tous les domaines, en particulier dans le domaine nucléaire, afin de faciliter les progrès, par la voie de négociations, vers une sécurité accrue pour tous les États et vers le développement économique et social de tous les peuples ;
2. Permettre à tous les États de participer en connaissance de cause aux efforts de désarmement ;
3. Faciliter les négociations en cours sur le désarmement et les efforts suivis qui sont déployés en vue d’assurer une plus grande sécurité internationale à un niveau progressivement inférieur d’armements, notamment d’armements nucléaires, par des études et des analyses objectives et concrètes ;
4. Entreprendre, dans le domaine du désarmement, des recherches plus approfondies, davantage axées sur l’avenir et à plus long terme, qui aident à mieux comprendre les problèmes qui se posent et encourager de nouvelles initiatives en vue de nouvelles négociations.

## Financement
L'Institut assure son financement grâce aux contributions volontaires d'États membres et d'une petite partie du budget ordinaire des Nations unies.